# Liam Genockey

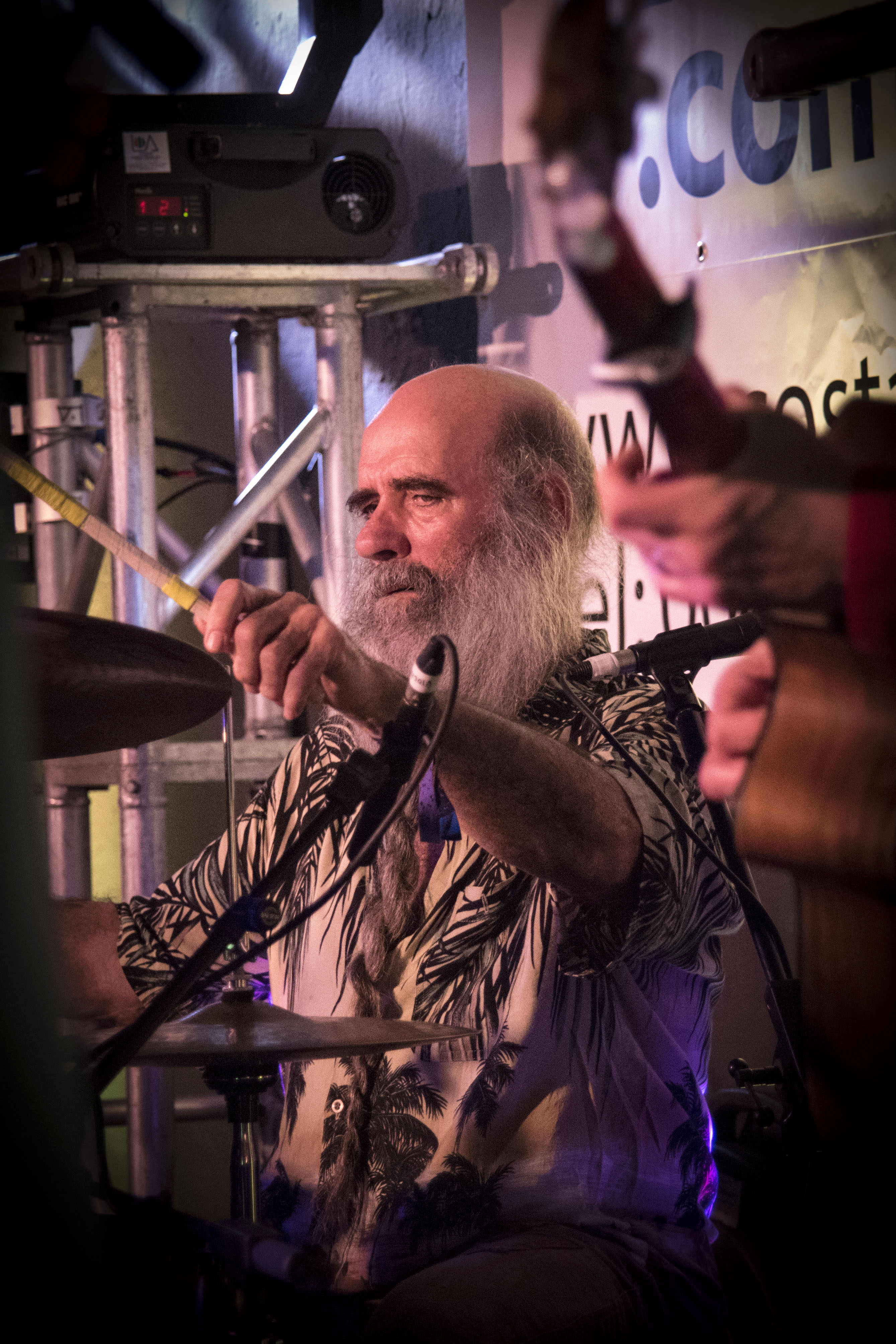
Liam Genockey (2015)

Liam Genockey (* 12. August 1948 in Dublin) ist ein irischer  Fusionmusiker (Schlagzeug).

## Leben und Wirken
Genockey spielte zunächst in Plymouth während der 1960er Jahre in lokalen Bands, um dann bei Adolphus Rebirth und ZZebra zu spielen, bevor er mit John McCoy zu Gillan wechselte. Seit Mitte der 1970er Jahre gehörte er zur Band Amalgam. In der Folge wirkte er auch in weiteren Gruppen von Trevor Watts, wie dem Moiré Music Ensemble und dem Moiré Music Trio. Seit 1989 gehörte er fast durchgängig auch zu Steeleye Span. Daneben arbeitete er mit Annie Whitehead, etwa bei ihrem Robert-Wyatt-Tribut Soupsongs Live, mit dem er auch auf dem Moers Festival gastierte. Weiterhin nahm er mit John Martyn, Gerry Rafferty, Mike Heron, Kevin Ayers, Bonnie Tyler, Linda Thompson, Paul Brady, Maddy Prior, Lol Coxhill, Hugh Hopper und Elton Dean auf.

## Diskographische Hinweise
mit Trevor Watts
- Another Time (1976)
- Closer To You (1979)
- Over The Rainbow (1979)
- With One Voice (1988)
- Burundi Monday (2006)

mit Annie Whitehead
- Naked (1997)
- Home (2000)
- Gathering (2000)